# Organizace spojených národů
Organizace spojených národů (OSN) je mezinárodní organizace založená v roce 1945 s cílem mírového soužití států celého světa. Jejími členy je většina mezinárodně uznaných států světa (výjimku tvoří například Vatikán), k únoru 2025 měla 193 členských států. Je nástupcem Společnosti národů.

## Obecné informace
Organizace spojených národů byla založena 24. října 1945 v San Franciscu (Spojené státy americké) na základě přijetí Charty Spojených národů 51 státy včetně tehdejšího Československa a významné podpory Rockefellerova fondu. Každoročně se proto 24. říjen slaví jako Den Spojených národů. OSN nahradila Společnost národů, která jako garant kolektivní bezpečnosti a mírového řešení konfliktů neobstála. První Valné shromáždění OSN se konalo 10. ledna 1946 v Londýně.
Cílem OSN je udržování mezinárodního míru a bezpečnosti, podpora přátelských vztahů mezi národy, rozvoj spolupráce při řešení mezinárodních problémů a podpora lidských práv a koordinace činnosti jednotlivých států. Členství v OSN je založeno na principu suverénní rovnosti, státy mají svá zastoupení, tzv. stálé mise, zejména v hlavním sídle OSN v New Yorku, ale také např. v Ženevě nebo ve Vídni.
OSN není světová vláda, ani nevytváří zákony. Poskytuje pomoc při řešení mezinárodních konfliktů a problémů, které se týkají celého světa. Každý členský stát má své zástupce ve Valném shromáždění a disponuje jedním stejně platným hlasem.
V roce 2001 dostala OSN Nobelovu cenu míru. Již dříve stejnou cenu dostaly Úřad Vysokého komisaře OSN pro uprchlíky (1954 a 1981), Dětský fond OSN (1965) a Mírové síly OSN (1988).

### OSN a Česká republika
Československo bylo jedním z 51 zakládajících členů OSN v roce 1945. Po rozdělení země musely oba nástupnické státy požádat o přijetí do OSN jako nové členské státy. Česká republika byla přijata do OSN dne 19. ledna 1993.
OSN otevřela svou první kancelář v České republice (resp. Československu) v roce 1947. Informační centrum OSN (UNIC) se tehdy stalo jednou z prvních „poboček“ Spojených národů ve světě. Společně s UNIC působí v Česku kancelář agentury OSN pro uprchlíky (UNHCR), Světové zdravotnické organizace (WHO) a Český výbor pro UNICEF.

## Struktura
Charta OSN zřizuje šest hlavních orgánů. Všechny byly založeny v roce 1945, kdy vznikla OSN.
- Valné shromáždění
- Rada bezpečnosti
- Ekonomická a sociální rada – ECOSOC,
- Poručenská rada,
- Mezinárodní soudní dvůr
- Sekretariát, v jehož čele stojí generální tajemník OSN.

Všechny základní orgány sídlí v centrále OSN v New Yorku, s výjimkou Mezinárodního soudního dvora, který sídlí v Haagu v Nizozemsku. Sídlo OSN je mezinárodní území, pozemek, na němž stojí, nepatří Spojeným státům jako hostitelské zemi, ale všem členským státům organizace. OSN má svou vlajku a bezpečnostní agenturu, která budovu střeží. Má také svou poštu a vydává známky. Používat se mohou jen pro poštu odesílanou ze sídla organizace v New Yorku, ve Vídni a Ženevě.
OSN má dále 15 specializovaných agentur, které působí autonomně. Jejich činnost zahrnuje široké spektrum oblastí jako je zdraví, zemědělství, telekomunikace nebo meteorologie. Do systému OSN patří také 24 odborných programů a fondů.

### Valné shromáždění
Mezi hlavní orgány patří Valné shromáždění OSN, složené ze zástupců všech členských států, na kterém má každý jeden stejně platný hlas. Koná se každý rok na podzim, může být ale svoláno v mimořádných situacích. Valné shromáždění na rozdíl od Rady bezpečnosti nedisponuje žádnými donucovacími prostředky, má právo diskutovat, vyslovovat obecné i konkrétní doporučení a zjišťovat skutečnosti. Zabývá se problematikou ozbrojených konfliktů a odzbrojení, usiluje o zlepšování situace dětí, mladých lidí, žen a dalších zranitelných skupin, debatuje o otázkách udržitelného rozvoje a lidských práv a rozhoduje o výši příspěvků členských států do rozpočtu OSN a o jejich využití. Pokud se jedná o důležitá rozhodnutí, jako např. bezpečnost ve světě, přijímání nových členů nebo stanovování rozpočtu organizace, musí se dohodnout dvě třetiny států, o ostatních otázkách rozhoduje prostá většina.

### Rada bezpečnosti
Rada bezpečnosti je výkonným orgánem OSN a přísluší jí základní odpovědnost za udržení mezinárodního míru a bezpečnosti a její rezoluce jsou právně závazné. Rozhodnutí Rady Bezpečnosti jsou přímo platná v každém členském státě s monistickým systémem práva. Rada zasedá nepravidelně, schůze jsou svolávány podle potřeby, i ve velmi krátkých lhůtách. Členové se střídají v předsednictví po měsíci (týká se to stálých i nestálých členů). K přijetí rezoluce musí 9 členů hlasovat pro. Pokud ale i jediný z pěti stálých členů hlasuje proti, rezoluce schválena není. Tento princip je znám jako „právo veta“.

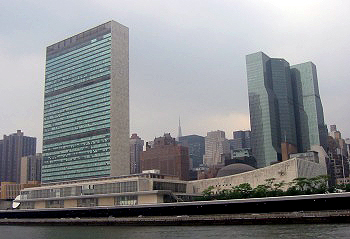
Budova OSN v New Yorku

Rada bezpečnosti (RB) má 15 členů. Charta OSN určuje 5 z nich jako stálé. Stálými členy Rady bezpečnosti s právem veta proti navrženým rezolucím jsou:
- Čína,
- Francie,
- Rusko,
- Spojené státy americké
- Spojené království.

Valné shromáždění volí 10 dalších států za členy nestálé na dvouleté období. Jejich výběr vychází z principu rovnoměrného geografického zastoupení. 10 nestálých členů (v závorce rok ukončení mandátu): Albánie (2023), Brazílie (2023), Gabon (2023), Ghana (2023), Indie (2023), Irsko (2022), Keňa (2022), Mexiko (2022), Norsko (2022) a Spojené arabské emiráty (2023).
Česká republika byla v období po rozpadu Československa členem Rady bezpečnosti OSN poprvé a zatím naposledy v letech 1994–1995. V roce 2003 hostila 57. zasedání Valného shromáždění, které vedl tehdejší předseda Valného shromáždění Jan Kavan. Významné bylo také české předsednictví Ekonomické a sociální rady OSN v roce 1997.
Opatření při ohrožení míru:
- Rezoluce – (z lat. resolutio = rozhodnutí) – požadují ukončení vojenských agresí a mezinárodního násilí
- Embargo – (ze šp. embargo = zábrana) – je nejmírnějším donucovacím prostředkem OSN vůči státům, které porušují mír, členské státy nesmějí vyvážet zbraně ani vojenský materiál do států, vůči nimž je embargo vyhlášeno
- Sankce - (z lat. sanctio = usnesení, příkaz) – bývají většinou hospodářské a plošné, státy neřídící se přijatými rezolucemi jsou sankcemi hospodářsky izolovány od zbytku světa, členské státy OSN po přijetí sankcí vůči některému státu nesmějí s tímto státem obchodovat
- Bojkot – (podle angl. Kapitána Boycotta) - Postiženému státu je dočasně pozastaveno jeho členství, v mezinárodních organizacích (včetně sportovních – nesmí se zúčastnit ani olympijských her), je politicky izolován od zbytku světa, stát postižený bojkotem zpravidla nesmí navštěvovat ani cizí státníci s výjimkou zvláštních vyslanců OSN, formou bojkotu je i omezení nebo úplné přerušení diplomatických styků

### Ekonomická a sociální rada
Ekonomická a sociální rada OSN (ECOSOC) se skládá z 54 členských států, volených na tříleté období Valným shromážděním. Funkční období členského státu končí 31. prosince posledního roku. Hlavní zasedání v délce čtyř týdnů se koná v červenci, střídavě v New Yorku a Ženevě. Rada se zabývá otázkami týkajícími se hospodářství, kultury, výchovy, zdravotnictví a podobně. Svá usnesení doporučuje na Valném shromáždění jednotlivým státům nebo jiným organizacím spadajícím pod OSN. Hospodářská a sociální rada koordinuje činnosti těchto organizací, které vznikly například mezinárodními dohodami. Této radě je podřízeno pět regionálních komisí, kterými jsou Hospodářské komise pro Evropu, Afriku, Latinskou Ameriku a karibskou oblast, Asii a Tichomoří a pro západní Asii. Ekonomická a sociální rada se také zabývá ochranou lidských práv a svobod.

### Poručenská rada
Poručenská rada má 5 členů: Čína, Francie, Rusko, Spojené království a USA. Rada formálně ukončila činnost 1. listopadu 1994, kdy se nezávislým státem a členem OSN stalo Palau, poslední území pod správou OSN. Rezolucí, která byla ten den přijata, pozměnila Rada svůj jednací řád v tom smyslu, že se nebude scházet každoročně, ale jen podle potřeby, když si to situace vyžádá. O svolání může rozhodnout její předseda nebo pokud si to vyžádá většina členů Poručenské rady, Valného shromáždění nebo Rady bezpečnosti.

### Mezinárodní soudní dvůr

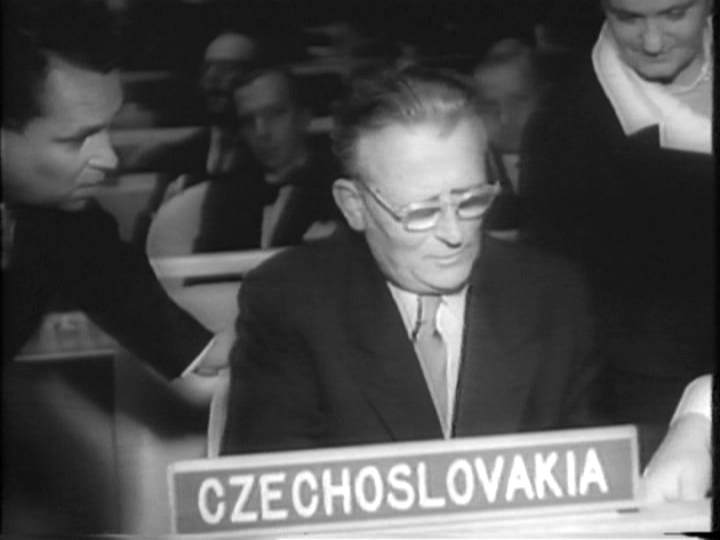
Antonín Novotný, československý prezident, v září roku 1960, na zasedání OSN.

Mezinárodní soudní dvůr má sídlo v Haagu a úředním jazykem je angličtina a francouzština. Má 15 členů volených Valným shromážděním a Radou bezpečnosti. Soudci jsou voleni na devítileté období a každé 3 roky se obměňuje 1/3 soudců. Při volbě musí být zohledněna zásada, že mají být zastoupeny všechny regiony světa a také jednotlivé právní kultury. Soud se řídí statutem, který byl přijat spolu s Chartou OSN. Rozhodnutí Mezinárodního soudního dvora jsou závazná a definitivní. Může projednávat spory, které mu předloží sporové strany, nebo spory stran, které v minulosti přiznaly jeho generální příslušnost.

### Sekretariát
Sekretariát OSN tvoří přibližně 7 500 stálých zaměstnanců z více než 170 zemí světa. Zpracovává podkladové informace pro zástupce vlád, realizuje rozhodnutí členských států OSN, organizuje mezinárodní konference a poskytuje překladatelské a tlumočnické služby do oficiálních jazyků OSN.

#### Generální tajemník
V čele sekretariátu OSN stojí generální tajemník OSN, který je jmenován na 5 let s možností znovuzvolení. Je nejen hlavním správním úředníkem organizace, ale jsou mu také svěřovány diplomatické úkoly, zvláště při urovnávání mezinárodních konfliktů. Podává Valnému shromáždění výroční zprávu o činnosti organizace, má právo upozornit Radu bezpečnosti na každou situaci, která ohrožuje mezinárodní mír a bezpečnost, zastupuje OSN. Je povinen plnit všechny úlohy, které mu svěří Valné shromáždění a ostatní orgány organizace.

## Charta OSN
Souborem pravidel, práv a povinností všech členských států je Charta OSN, zakládající dokument organizace z roku 1945. Při vstupu do OSN přijímá stát cíle a pravidla Charty.

## Členství
Do OSN může vstoupit každý stát, který přijme závazky a pravidla Charty. O přijetí rozhoduje Valné shromáždění na základě doporučení Rady bezpečnosti. Některé státy nejsou členy OSN, ale vstoupily do některé ze specializovaných agentur. Mohou proto požádat o status stálého pozorovatele. Tato praxe je zvyklostí, která není popsána v Chartě. Stálí pozorovatelé mají volný přístup na většinu zasedání. Patří mezi ně i některé mezinárodní organizace.

## Jazyky
Oficiálními jazyky OSN jsou angličtina, arabština, čínština, francouzština, ruština a španělština. Pracovními jazyky Sekretariátu OSN jsou angličtina a francouzština. Delegáti mohou v OSN mluvit kterýmkoliv z oficiálních jazyků, projevy jsou simultánně tlumočeny do ostatních. Většina dokumentů OSN je vydávána ve všech šesti oficiálních jazycích. Delegáti států mohou učinit prohlášení i v jiném jazyce. V takovém případě musí zabezpečit tlumočení svého projevu, nebo jej dát k dispozici písemně v jednom z oficiálních jazyků.

## Financování
OSN financují všichni členové, tedy 193 států. Žádný jiný zdroj příjmů OSN nemá. Hospodaří se dvěma rozpočty:
• řádný – pokrývá činnost centrály v New Yorku a detašovaných pracovišť ve světě;
• rozpočet na mírové operace – financuje mise v konfliktních oblastech světa. Pět stálých členů Rady bezpečnosti musí všechny mírové mise schválit.
Příspěvky do obou rozpočtů OSN jsou povinné. Členské státy přispívají podle dohodnuté stupnice. Ta vychází ze schopnosti země přispívat, z výše národního důchodu a z počtu obyvatel. Běžný rozpočet OSN schvaluje Valné shromáždění vždy na dva roky.
Rozpočet na mírové operace pro fiskální rok 2021-2022 činil 6,38 miliardy dolarů a podporoval 75 224 pracovníků rozmístěných v 10 misích po celém světě. Největšími přispěvateli byly: Spojené státy (27,89 %), Čína (15,21 %), Japonsko (8,56 %), Německo (6,09 %), Spojené království (5,78 %), Francie (5,61 %), Itálie (3,30 %), Rusko (3,04 %), Kanada (2,73 %) a Jižní Korea (2,26 %).
Zvláštní programy OSN, které nejsou zahrnuty do běžného rozpočtu, jako UNICEF a Světový potravinový program, jsou financovány z dobrovolných příspěvků vlád členských zemí, korporací a soukromých osob.

## Cíle OSN

### Udržování míru a bezpečnost
OSN po schválení Radou bezpečnosti vysílá mírové jednotky do oblastí, kde byl nedávno ukončen nebo přerušen ozbrojený konflikt, aby prosazovaly podmínky mírových dohod a odrazovaly strany konfliktu od obnovení bojů. Jelikož OSN nemá vlastní armádu, mírové síly dobrovolně poskytují členské státy. Těmto vojákům se někdy přezdívá „modré přilby“, protože nosí výrazné modré helmy. Mírové síly jako celek obdržely v roce 1988 Nobelovu cenu za mír.
Od roku 1947 provedla OSN 71 mírových operací a od dubna 2021 bylo do misí nasazeno více než 88 000 příslušníků mírových sil ze 121 zemí.
Kromě udržování míru se OSN aktivně podílí také na podpoře odzbrojování. Regulace zbrojení byla zahrnuta do Charty OSN hned v roce 1945. Nástup jaderných zbraní přišel jen několik týdnů po podpisu Charty, což vedlo k první rezoluci prvního zasedání Valného shromáždění, která vyzvala ke konkrétním návrhům na odstranění jaderných zbraní a všech ostatních potenciálních zbraní hromadného ničení z národní výzbroje. Kromě toho se mnoho mírových misí zaměřuje na odzbrojení: několik operací v západní Africe odzbrojilo zhruba 250 000 bývalých bojovníků a zajistilo desítky tisíc zbraní a miliony kusů munice.

### Lidská práva
Jedním z hlavních cílů OSN je podporovat a prosazovat dodržování lidských práv a základních svobod pro všechny bez rozdílu rasy, pohlaví, jazyka nebo náboženství a členské státy se zavazují podnikat společné i samostatné kroky na ochranu těchto práv.
V roce 1948 Valné shromáždění přijalo Všeobecnou deklaraci lidských práv. Dokument vyhlašuje základní občanská, politická a ekonomická práva společná všem lidem. Deklarace slouží spíše jako společný standard pro všechny národy než jako právně závazný dokument, ale stala se základem dvou závazných smluv, Mezinárodního paktu o občanských a politických právech a Mezinárodního paktu o hospodářských, sociálních a kulturních právech. V praxi není OSN schopna přijmout významná opatření proti porušování lidských práv bez rezoluce Rady bezpečnosti, nicméně odvádí zásadní práci při vyšetřování a podávání zpráv o porušování práv.
V roce 1979 Valné shromáždění přijalo Úmluvu o odstranění všech forem diskriminace žen a v roce 1989 následovala Úmluva o právech dítěte. Mezi další orgány OSN odpovědné za otázky práv žen patří Komise pro postavení žen, Rozvojový fond pro ženy a Mezinárodní výzkumný a vzdělávací institut pro podporu žen.
S koncem studené války se začala aktivita v oblasti lidských práv více rozvíjet. V roce 1993 vznikla Komise OSN pro lidská práva, která byla v roce 2006 nahrazena Radou pro lidská práva skládající se ze 47 států. V roce 2006 Valné shromáždění rovněž přijalo Deklaraci o právech domorodého obyvatelstva a v roce 2011 přijalo první rezoluci uznávající práva příslušníků LGBTQ+ komunity. Stálé fórum OSN pro otázky domorodého obyvatelstva, jeden ze tří orgánů s mandátem dohlížet na otázky týkající se domorodého obyvatelstva, se poprvé sešlo v roce 2002.

### Hospodářský rozvoj a humanitární pomoc
Dalším hlavním účelem OSN je dosažení mezinárodní spolupráce při řešení mezinárodních problémů ekonomické, sociální, kulturní a humanitární povahy. K dosažení tohoto cíle byla vytvořena řada orgánů, které spadají především pod Valné shromáždění a ECOSOC. V roce 2000 se 192 členských států OSN dohodlo na dosažení osmi rozvojových cílů tisíciletí do roku 2015. V roce 2015 byly vyhlášeny Cíle udržitelného rozvoje (SDGs), které mají být nástupcem rozvojových cílů tisíciletí. Cíle udržitelného rozvoje jsou výsledkem tříletého procesu vyjednávání, který začal na Konferenci OSN o udržitelném rozvoji v roce 2012 v Riu de Janeiro. Na formulaci SDGs se podílely všechny členské státy OSN, zástupci občanské společnosti, podnikatelské sféry, akademické obce i občané ze všech kontinentů. Agendu udržitelného rozvoje oficiálně schválil summit OSN 25. září 2015 v New Yorku v dokumentu Transforming our World: The 2030 Agenda for Sustainable Development (Přeměna našeho světa: Agenda pro udržitelný rozvoj 2030), jehož součástí jsou i Cíle udržitelného rozvoje (SDGs).

#### Rozvojové cíle tisíciletí
Cíle OSN do roku 2019:
1. snížit chudobu a sociální vyloučení
2. dosáhnout univerzálního primárního vzdělávání
3. prosazovat rovnost mužů a žen a poskytovat ženám více možností prosadit se ve společnosti
4. snížit dětskou úmrtnost
5. zlepšit zdraví matek
6. boj s HIV/AIDS, malárií a dalšími nemocemi
7. zajistit environmentální udržitelnost
8. vybudovat globální partnerství pro rozvoj
9. udržovat mezinárodní mír a bezpečnost

#### Cíle udržitelného rozvoje[28]

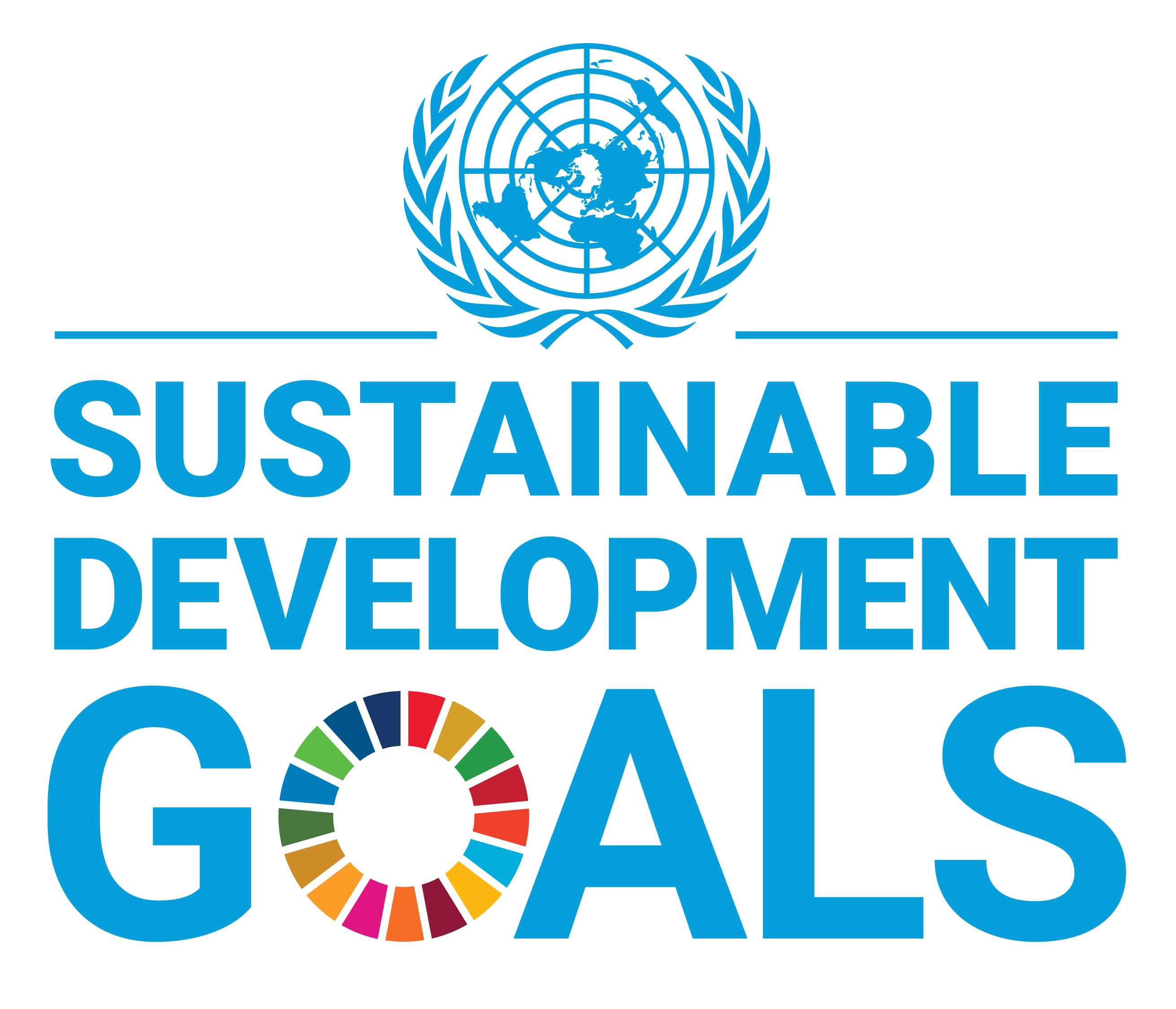
Cíle udržitelného rozvoje

1. vymýtit chudobu ve všech jejích formách všude na světě
2. vymýtit hlad, dosáhnout potravinové bezpečnosti a zlepšení výživy, prosazovat udržitelné zemědělství
3. zajistit zdravý život a zvyšovat jeho kvalitu pro všechny v jakémkoli věku
4. zajistit inkluzivní a spravedlivé kvalitní vzdělání a podporovat celoživotní vzdělávání pro všechny
5. dosáhnout genderové rovnosti a posílit postavení všech žen a dívek
6. zajistit dostupnost vody a sanitačních zařízení pro všechny a udržitelné hospodaření s nimi
7. zajistit přístup k cenově dostupným, spolehlivým, udržitelným a moderním zdrojům energie pro všechny
8. podporovat trvalý, inkluzivní a udržitelný hospodářský růst, plnou a produktivní zaměstnanost a důstojnou práci pro všechny
9. vybudovat odolnou infrastrukturu, podporovat inkluzivní a udržitelnou industrializaci a inovace
10. snížit nerovnost uvnitř zemí i mezi nimi
11. vytvořit inkluzivní, bezpečná, odolná a udržitelná města a obce
12. zajistit udržitelnou spotřebu a výrobu
13. přijmout bezodkladná opatření na boj se změnou klimatu a zvládání jejích dopadů
14. chránit a udržitelně využívat oceány, moře a mořské zdroje pro zajištění udržitelného rozvoje
15. chránit, obnovovat a podporovat udržitelné využívání suchozemských ekosystémů, udržitelně hospodařit s lesy, potírat rozšiřování pouští, zastavit a následně zvrátit degradaci půdy a zastavit úbytek biodiverzity
16. podporovat mírové a inkluzivní společnosti pro udržitelný rozvoj, zajistit všem přístup ke spravedlnosti a vytvořit efektivní, odpovědné a inkluzivní instituce na všech úrovních
17. oživit globální partnerství pro udržitelný rozvoj a posílit prostředky pro jeho uplatňování

Rozvojový program OSN (neboli UNDP), organizace pro technickou pomoc na bázi grantů, je jedním z předních subjektů v oblasti mezinárodního rozvoje. Organizace také zveřejňuje Index lidského rozvoje OSN, srovnávací měřítko, které hodnotí země podle chudoby, gramotnosti, vzdělání, průměrné délky života a dalších faktorů. Organizace pro výživu a zemědělství (neboli FAO) podporuje rozvoj zemědělství a potravinovou bezpečnost. Dětský fond OSN (neboli UNICEF) byl založen v roce 1946 na pomoc evropským dětem po druhé světové válce a rozšířil své poslání na poskytování pomoci po celém světě a na dodržování Úmluvy o právech dítěte.
Světová banka a Mezinárodní měnový fond (nebo MMF) jsou nezávislé specializované agentury a pozorovatelé v rámci OSN. Původně vznikly odděleně od OSN na základě Brettonwoodské dohody. Světová banka poskytuje půjčky na mezinárodní rozvoj, zatímco MMF podporuje mezinárodní hospodářskou spolupráci a poskytuje nouzové půjčky zadluženým zemím.
Další významnou agenturou OSN je Světová zdravotnická organizace (WHO), která se zabývá mezinárodními zdravotními otázkami a vymýcením nemocí. V roce 1980 se podařilo vymýtit pravé neštovice a v následujících desetiletích dětskou obrnu, říční slepotu a lepru. Společný program OSN pro HIV/AIDS (neboli UNAIDS) koordinoval reakci organizace na epidemii AIDS. Populační fond OSN, který rovněž věnuje část svých prostředků na boj proti HIV, je největším světovým zdrojem financování služeb v oblasti reprodukčního zdraví a plánování rodiny.
OSN hraje spolu s Mezinárodním hnutím Červeného kříže a Červeného půlměsíce hlavní roli v koordinaci pomoci v nouzi. Světový potravinový program (WFP) poskytuje potravinovou pomoc v reakci na hladomor, přírodní katastrofy a ozbrojené konflikty. Organizace ročně nakrmí v průměru 90 milionů lidí v 80 zemích světa. Úřad vysokého komisaře OSN pro uprchlíky (neboli UNHCR) se zabývá ochranou práv uprchlíků, žadatelů o azyl a lidí bez státní příslušnosti. Programy UNHCR a WFP jsou financovány z dobrovolných příspěvků vlád, korporací a jednotlivců, ačkoli administrativní náklady UNHCR jsou hrazeny z primárního rozpočtu OSN.

### Ochrana životního prostředí a klimatu
V roce 1972 vznikl Programu OSN pro životní prostředí (UNEP) a otázky životního prostředí se staly významnou součástí agendy OSN. Nedostatek úspěchů v prvních dvou desetiletích činnosti v této oblasti vedl k uspořádání Summitu Země v brazilském Rio de Janeiru v roce 1992, který se snažil dát těmto snahám nový impuls. V roce 1988 UNEP a Světová meteorologická organizace (WMO), další organizace OSN, založily Mezivládní panel pro změnu klimatu, který hodnotí výzkum globálního oteplování a podává o něm zprávy. Kjótský protokol, který sponzorovala OSN, stanovil pro ratifikující státy právně závazné cíle pro snížení emisí.

### Další globální problémy
Od vzniku OSN získalo nezávislost více než 80 kolonií. Valné shromáždění přijalo v roce 1960 Deklaraci o udělení nezávislosti koloniálním zemím a národům, přičemž všechny hlavní koloniální mocnosti nehlasovaly proti, ale zdržely se hlasování. OSN se snaží o dekolonizaci prostřednictvím skupin, mezi něž patří Výbor pro dekolonizaci, který uvádí sedmnáct zbývajících „nesamosprávných území“, z nichž největší a nejlidnatější je Západní Sahara.
OSN také vyhlašuje a koordinuje mezinárodní události, které upozorňují na otázky mezinárodního zájmu, jako Světový den tuberkulózy, Den Země a Mezinárodní rok pouští a rozšiřování pouští.

## Odborné organizace OSN
OSN má řadu odborných organizací, mj.:
- Mezinárodní organizace práce (ILO)
- Mezinárodní organizace pro civilní letectví (ICAO)
- Organizace OSN pro vzdělávání, vědu a kulturu (UNESCO)
- Organizace pro výživu a zemědělství (FAO)
- Světová meteorologická organizace (WMO)
- Světová zdravotnická organizace (WHO)
- Mezinárodní měnový fond (MMF)
- Mezinárodní agentura pro atomovou energii (MAAE)
- Světová banka (WB)
  - Mezinárodní banka pro obnovu a rozvoj (IBRD)
  - Mezinárodní asociace pro rozvoj (IDA)
- Mezinárodní fond pro rozvoj zemědělství (IFAD)
- Mezinárodní finanční korporace (IFC)
- Mezinárodní námořní organizace (IMO)
- Mezinárodní výzkumný a vzdělávací ústav pro podporu žen (INSTRAW)
- Mezinárodní telekomunikační unie (ITU)
- Centrum OSN pro lidská obydlí (Habitat)(UNCHS)
- Konference OSN o obchodu a rozvoji (UNCTAD)
- Pozorovatelská mise OSN pro uvolňování napětí (UNDOF)
- Rozvojový program OSN (UNDP)
- Program OSN pro životní prostředí (UNEP)
- Ozbrojené síly OSN na Kypru (UNFICYP)
- Populační fond OSN (UNFPA)
- Mise OSN v Kosovu (UNMIK)
- Mise dobrovolné pomoci OSN v Afghánistánu a Pákistánu (UNGOMAP)
- Vysoký komisař Organizace spojených národů pro uprchlíky (UNHCR)
- Dětský fond Organizace spojených národů (UNICEF)
- Organizace OSN pro průmyslový rozvoj (UNIDO)
- Prozatímní jednotky OSN v Libanonu (UNIFIL)
- Vojenská pozorovatelská skupina OSN pro Írán a Irák (UNIIMOG)
- Institut OSN pro výcvik a výzkum (UNITAR)
- Vojenská pozorovatelská skupina OSN v Indii a Pákistánu (UNMOGIP)
- Pozorovatelská skupina OSN ve Střední Americe (UNOGCA)
- Pozorovatelská skupina OSN v Libanonu (UNOGIL)
- Pozorovatelská mise OSN v Ugandě a Rwandě (UNOMUR)
- Ochranné a stabilizační síly OSN v bývalé Jugoslávii (UNPROFOR, IFOR, SFOR, KFOR)
- Úřad OSN pro palestinské uprchlíky na Blízkém východě (UNRWA)
- Dozorčí organizace OSN pro dodržování příměří (UNTSO)
- Univerzita OSN (UNU)
- Světová poštovní unie (UPU)
- Rada pro světovou výživu (WFC)
- Rozvojový fond OSN pro ženy (UNIFEM)
- Světový potravinový program (WFP)
- Světová organizace duševního vlastnictví (WIPO)
- United Nations Office on Sport for Development and Peace

## Zajímavosti

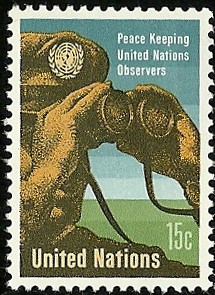
Známka OSN, věnovaná Modrým přilbám

Švýcarská poštovní správa pro potřeby Evropského úřadu OSN v Ženevě opatřila část emisí švýcarských poštovních známek od roku 1950 přetiskem NATIONS UNIES OFFICE EUROPÉEN. O pět let později pak vydala speciální emise (tedy nikoli přetisk) s označením NATIONS UNIÉS a HELVETIA, v švýcarské měně. O další 4 roky později, roku 1959 byly vydávány první emise známek OSN, i nadále se švýcarskou měnou.
Model OSN pro středoškolské a vysokoškolské studenty je největším vzdělávacím projektem Asociace pro mezinárodní otázky (v rámci Pražského studentského summitu), který se koná každoročně od září do března na Vysoké škole ekonomické.
Podobné modely jsou vytvářeny i na regionální úrovni, např. Debatní liga Hodonín, Plzeňská diplomatická simulace.
Od léta roku 2015 předsedá Radě OSN pro lidská práva blízkovýchodní monarchie Saúdská Arábie, která je kritizována za hrubé porušování lidských práv.
Spojené státy 19. června 2018 oficiálně oznámily, že odcházejí z Rady OSN pro lidská práva. Podle americké velvyslankyně při OSN Nikki Haleyové si orgán z lidských práv pouze střílí a jedná jen ve vlastním zájmu.
Dne 8. dubna 2022 bylo rozhodnutím Valného shromáždění OSN vyloučeno Rusko z Rady pro lidská práva na základě evidence řady případů mučení a vražd ukrajinských civilistů příslušníky ruské armády v průběhu Ruské invaze na Ukrajinu. Valné shromáždění OSN zvolilo 10. května 2022 do Rady pro lidská práva Českou republiku, která nahradila Rusko a dokončila za něj termín do 31. prosince 2023.

## Kritika

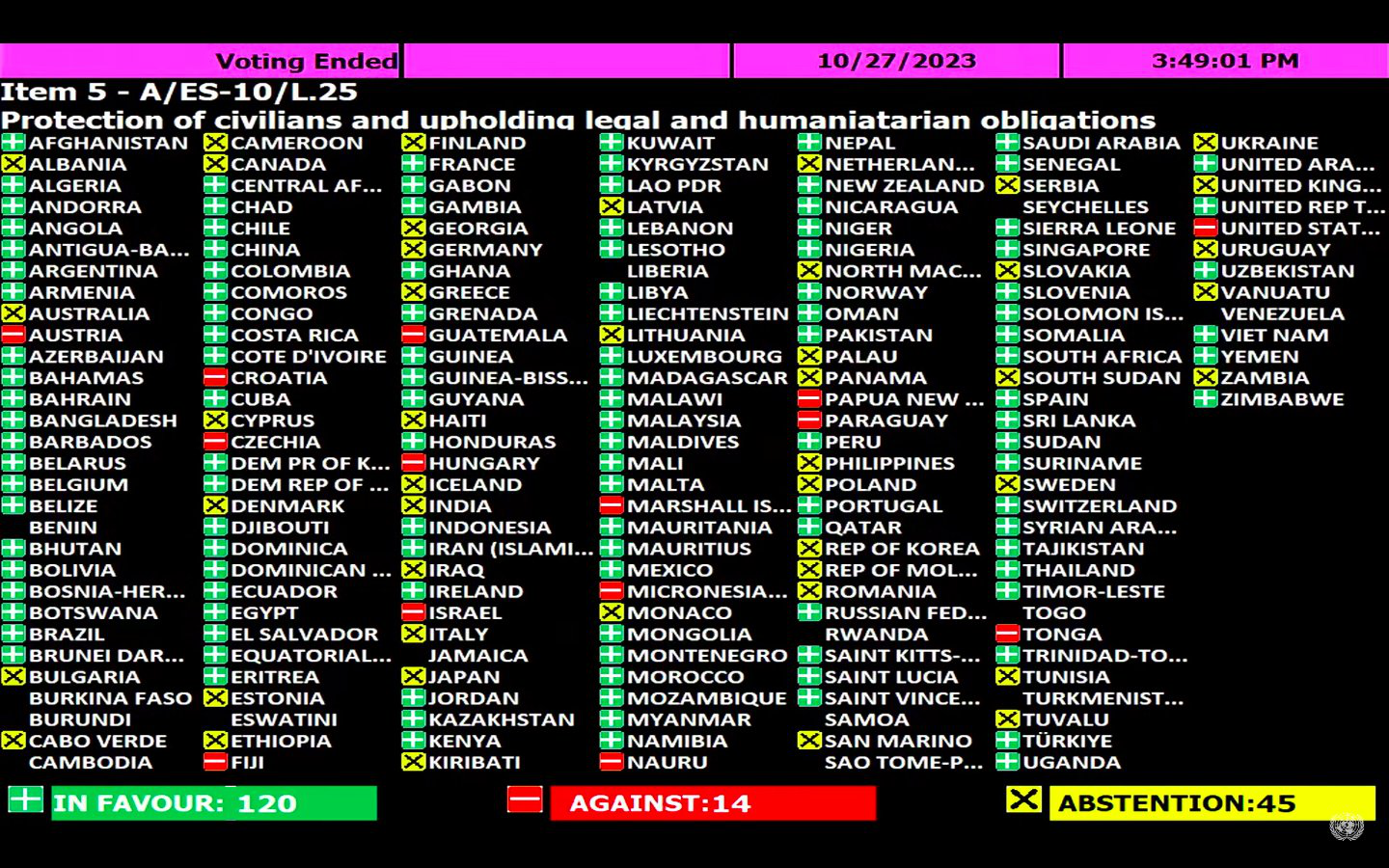
Hlasování OSN 27.10.2023, ve věci války Izraele a Hamásu.

Rada bezpečnosti OSN je kritizována za exkluzivní klub stálých členů a právo veta. Charta Spojených národů dává Radě legislativní, výkonnou i soudní pravomoc. Přesto není OSN s to zabránit konfliktům.
Dále to jsou skandály kolem programu Potraviny za ropu, dětské prostituce a pornografie či sexuálního obtěžování.
Podle některých jsou organizace OSN, jako například Mezivládní panel pro změnu klimatu (IPCC), údajně zpolitizované.
Administrativa Spojených států amerických včetně prezidenta Donalda Trumpa kritizovala OSN za spojování podpory umělých potratů s bojem proti pandemii covidu-19. OSN podle ekvádorských pro-life skupin nabídla Ekvádoru pomoc proti pandemii covidu-19 pod podmínkou, že povolí umělé potraty na požádání matky. Dle vyjádření úředníků OSN pro agenturu AFP nic takového podmínkou zaslání humanitární pomoci nebylo a doporučení respektovala zákony Ekvádoru a nepožadovala jejich změnu.